# Ceropegia wallichii
Ceropegia wallichii är en oleanderväxtart som beskrevs av Robert Wight. Ceropegia wallichii ingår i släktet Ceropegia och familjen oleanderväxter. Inga underarter finns listade i Catalogue of Life.